# Sabine Verheyen
Sabine Verheyen (Aquisgrana, 24 ottobre 1964) è una politica tedesca.
Iscritta alla CDU è europarlamentare dal 2009 e vicepresidente vicaria del Parlamento europeo dal 2024. Nella precedente legislatura (2019-2024) è stata presidente della commissione per la cultura e l'istruzione.

## Carriera
Nata ad Aquisgrana nel 1964, è laureata in architettura all'Università di scienze applicate di Aquisgrana.
Si è iscritta alla CDU nel 1990, dal 1994 è stata consigliera comunale di Aquisgrana e dal 1999 al 2009 sindaca della città.
Alle elezioni europee del 2009 è eletta al Parlamento europeo, entrando nella commissione per la cultura e l'istruzione. Rieletta nel 2014 e 2019 ha sempre fatto parte di quella commissione e ne è divenuta Presidente nel 2019.

Tra i provvedimenti di cui è stata relatrice, vi è stata una proposta di direttiva sui servizi di media audiovisivi che obbligava piattaforme come Netflix ad inserire in catalogo precise quote di contenuti locali e culturali. Per tale provvedimento, è stata accusata di conflitto di interessi essendo membro del consiglio radiotelevisivo dell'emittente Westdeutscher Rundfunk Köln.